# Монтемађоре Белсито
Монтемађоре Белсито (итал. Montemaggiore Belsito) је насеље у Италији у округу Палермо, региону Сицилија.
Према процени из 2011. у насељу је живело 3556 становника. Насеље се налази на надморској висини од 512 м.

## Становништво
Према резултатима пописа становништва 2011. у општини је живело 3.566 становника.
| 1931. | 1936. | 1951. | 1961. | 1971. | 1981. | 1991. | 2001. | 2011. |
| ----- | ----- | ----- | ----- | ----- | ----- | ----- | ----- | ----- |
| 5.697 | 5.934 | 6.219 | 5.759 | 4.756 | 4.662 | 4.312 | 3.866 | 3.566 |